# Cristián Pérez
Cristián Alejandro Pérez Oyarzo (né le 27 octobre 1975 à Valdivia) est un disc jockey, animateur de radio et présentateur de télévision chilien est populairement connu comme Cristián « Chico » Pérez.

## Télévision
| Année       | Émission         | Rôle                                                         | Chaîne      |
| ----------- | ---------------- | ------------------------------------------------------------ | ----------- |
| 2001-2009   | SQP              | Commentateur de spectacles (2001-2006) Animateur (2006-2009) | Chilevisión |
| 2009-2011   | En portada       | Animateur                                                    | UCV TV      |
| 2011-2014   | Alfombra Roja    | Animateur (avec Lucía López)                                 | Canal 13    |
| 2012        | Mi nombre es VIP | Participant - imite Michael Buble                            | Canal 13    |
| depuis 2016 | Así somos        | Animateur                                                    | La Red      |

## Radio
| Année     | Émission                | Rôle                                               | Station                         |
| --------- | ----------------------- | -------------------------------------------------- | ------------------------------- |
|           | Bajo Cuerdas            | DJ                                                 | Radio San Sebastián de Valdivia |
|           | More Beats              | Animateur/DJ                                       | Radioactiva                     |
|           | Onda Radioactiva        | Animateur/DJ                                       | Radioactiva                     |
| 2000-2002 | Salvados por la campana | Animateur/DJ (avec Álvaro García del Otero)        | Los 40 Principales              |
| 2004-2007 | SQP Radio               | Animateur (avec Carola Julio et Ignacio Gutiérrez) | Radio Pudahuel                  |